# Le Soir
Le Soir är en ledande belgisk dagstidning som utkommer i Bryssel. Den grundades 1887 av Émile Rossel och betecknar sig sedan 2005 som en progressiv oberoende dagstidning (franska: quotidien progressiste indépendant). Det är Belgiens näst största franskspråkiga tidning – den största om de samordnade lokaltidningarna hos Groupe Sud Presse räknas som separata tidningar och inte olika editioner av samma tidning.

## Historik
| Vänster: Le Soir ("Le Soir volé", den tyskvänliga utgåvan under ockupationen) från 15 april 1943. Höger: Den motståndsrörelseutgivna "piratutgåvan" från 9 november 1943, känd som "Le Faux Soir" ('den falska Le Soir'). |  | Vänster: Le Soir ("Le Soir volé", den tyskvänliga utgåvan under ockupationen) från 15 april 1943. Höger: Den motståndsrörelseutgivna "piratutgåvan" från 9 november 1943, känd som "Le Faux Soir" ('den falska Le Soir'). |
| Vänster: Le Soir ("Le Soir volé", den tyskvänliga utgåvan under ockupationen) från 15 april 1943. Höger: Den motståndsrörelseutgivna "piratutgåvan" från 9 november 1943, känd som "Le Faux Soir" ('den falska Le Soir'). |  | |

18 maj 1940, efter den tyska invasionen av Belgien 1940, upphörde tidningen att komma ut. Utgivningen återupptogs dock senare av en grupp av kollaboratörer och mot ägarnas uttryckliga vilja. Under resten av ockupationstiden (fram till september 1944) höll Le Soir en tyskvänlig profil och var i folkmun känd som "Le Soir volé" – den stulna Le Soir. Under de här fyra åren följetongspublicerades 4 1/2 Tintinalbum i tidningen. 9 november 1943 utkom en "piratutgåva" av tidningen, producerad av den belgiska motståndsrörelsen. Efter befrielsen gavs Le Soir tillbaka till sina gamla ägare.
Sedan november 2005 ges Le Soir ut i berlinerformat och uppdelad i fyra olika delar.
Tidningens upplaga har varierat genom åren. Från 60 000 exemplar grundaråret 1887 steg den fram till 1914 till 180 000. Oktober 2012 var den försålda upplagan (lösnummer plus prenumerationer) 75 866 exemplar.